# Pfarrkirche St. Donat

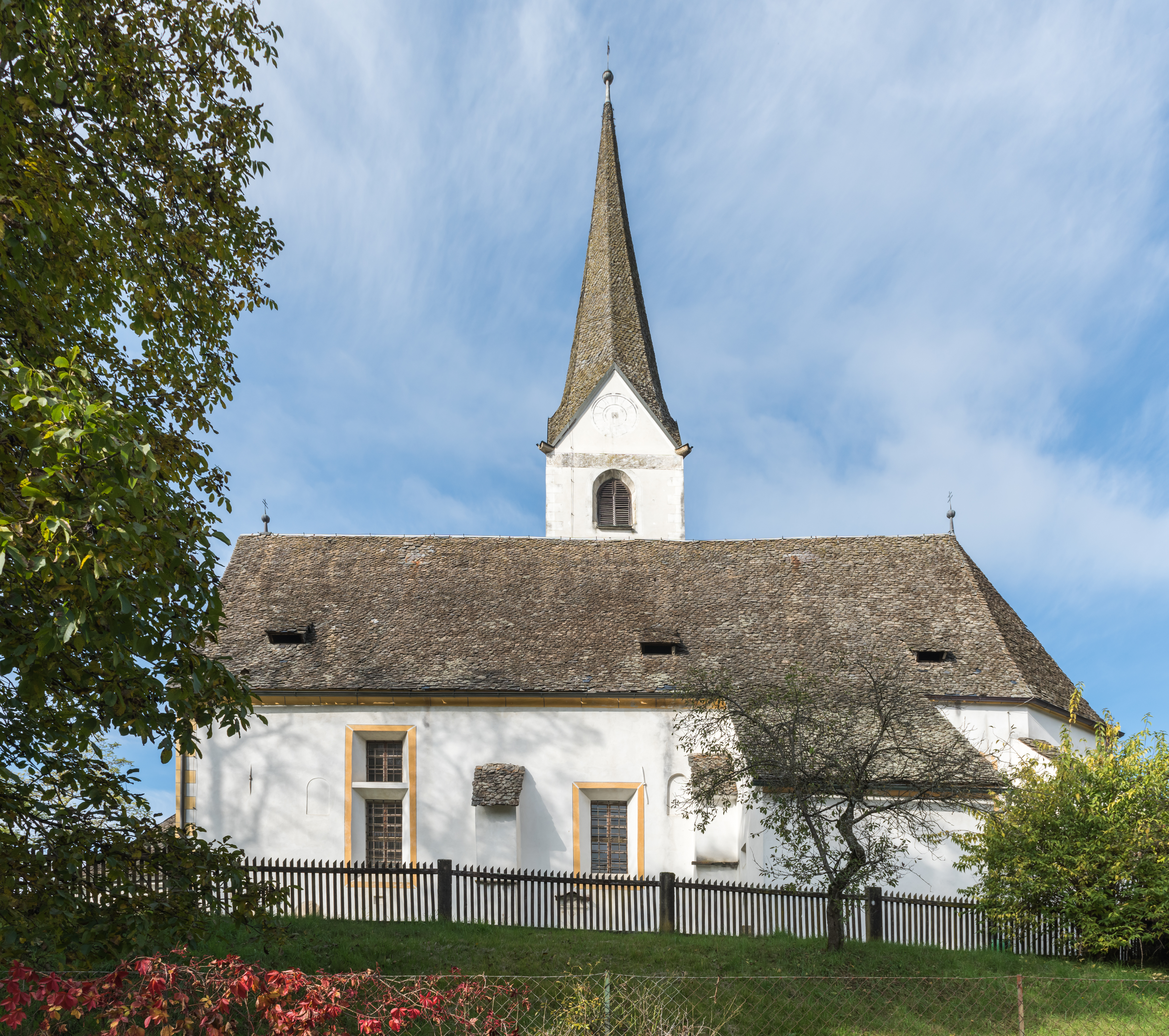
Katholische Pfarrkirche hl. Donatus in St. Donat in Sankt Veit an der Glan

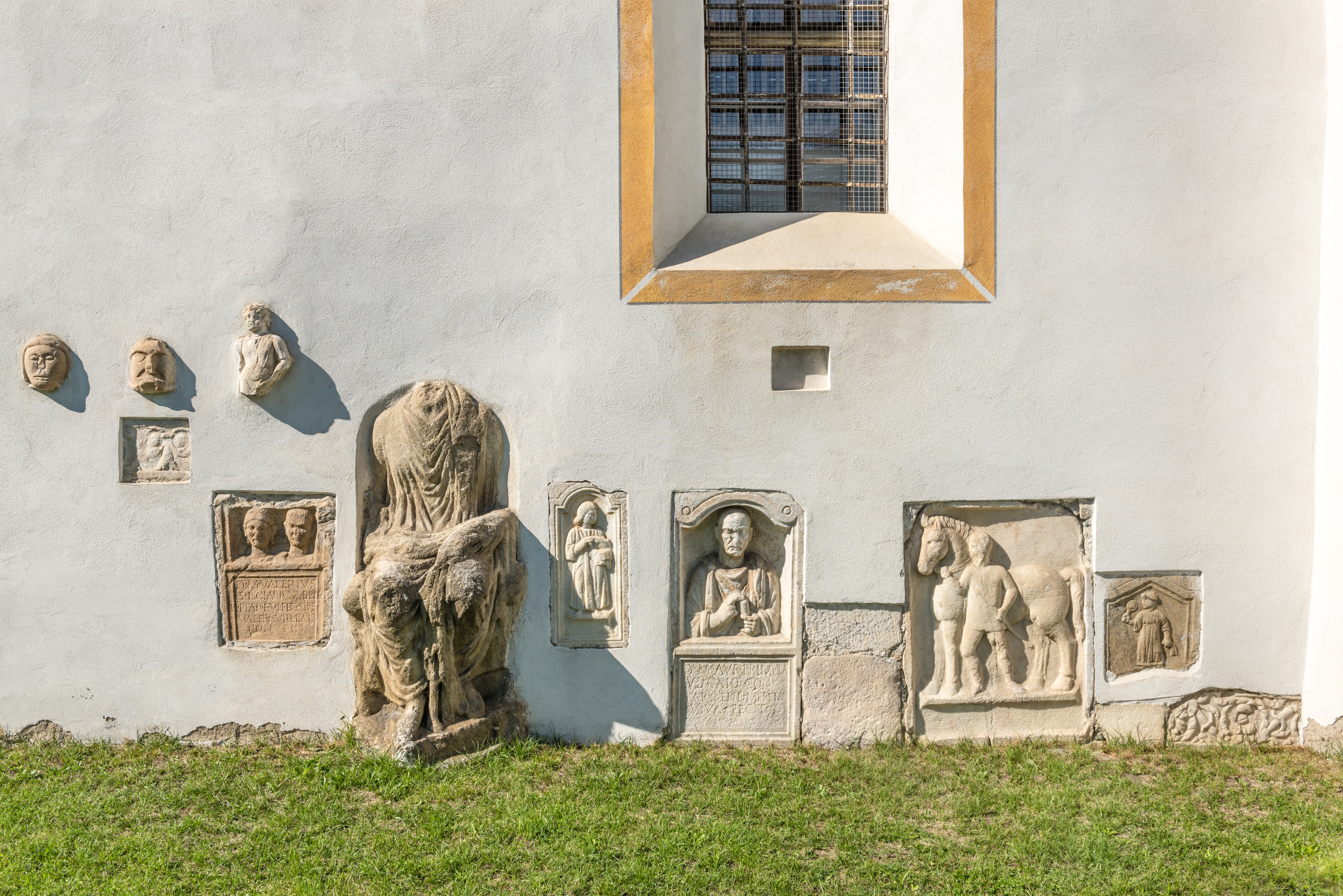
Äußere Langhauswand, römerzeitliche Skulpturen vermauert

Die Pfarrkirche St. Donat steht im Ort St. Donat in der Stadtgemeinde Sankt Veit an der Glan im Bezirk Sankt Veit an der Glan in Kärnten. Die auf den heiligen Donatus von Münstereifel geweihte römisch-katholische Pfarrkirche gehört zum Dekanat St. Veit an der Glan in der Diözese Gurk-Klagenfurt. Die Kirche und der Friedhof stehen unter Denkmalschutz (Listeneintrag).

## Geschichte
Urkundlich wurde 1154 eine Kirche genannt.
Der im Kern romanische Kirchenbau mit gotischen Veränderungen wurde barockisiert. 1996 war eine Innenrestaurierung, dabei wurde die barocke Architekturpolychromie wiederhergestellt.

## Architektur
Das Kirchenäußere zeigt Strebepfeiler. Der nördliche Turm mit einer weitgehend erneuerten Fassade des späten 16. Jahrhunderts trägt einen Spitzhelm. Die Kirche ist einheitlich mit Steinplattln gedeckt. Bei der Vorlaube sind die seitlichen Bögen vermauert. Die Stufe zum Kircheninneren ist eine sekundär verwendete Steinlünette.
Das Kircheninnere zeigt sich als zweijochiges Langhaus, ursprünglich unter einer Flachdecke, heute mit einer Einwölbung aus dem 19. Jahrhundert. Die auf zweireihigen Säulen stehende Orgelempore zeigt einfachen Balusterdekor an der Brüstung aus der Mitte des 19. Jahrhunderts. Der breite Triumphbogen ist spitzbogig. Der kaum eingezogene Chor mit einem Fünfachtelschluss hat ein barockes Gratgewölbe auf den gotischen Konsolen mit den gotischen Rippenansätzen. Im Chor zeigt sich das barocke Oratorium und darunter das 1996 freigelegte Wappen der Grafen Egger um 1850 als Eigentümer vom Schloss Stadelhof. In der Chorsüdwand ist eine spitzbogiges Portal zur Sakristei. Alle Fenster sind barock.

## Ausstattung
Der barocke Hochaltar aus der Werkstatt Johann Pacher 1749 trägt mittig die spätgotische Madonna um 1500 und seitlich die barocken Statuen Anna und Joachim, Barbara und Katharina, im Aufsatz mittig Donatus mit seitlich Johannes Evangelist und Andreas.

## Grabdenkmäler
In der Kirche
- Wappengrabplatte Georg Ulrich Steger zu Rosseg 1657.
- Wappengrabplatte Erasmus Seifried de Krinech von Ehrenfels 1696.
- Wappengrabplatte 1776.
- Marmorrelief mit Rankenornament aus dem 2. Jahrhundert als Fund aus 1996.